# St. Bernhard (Hollerath)

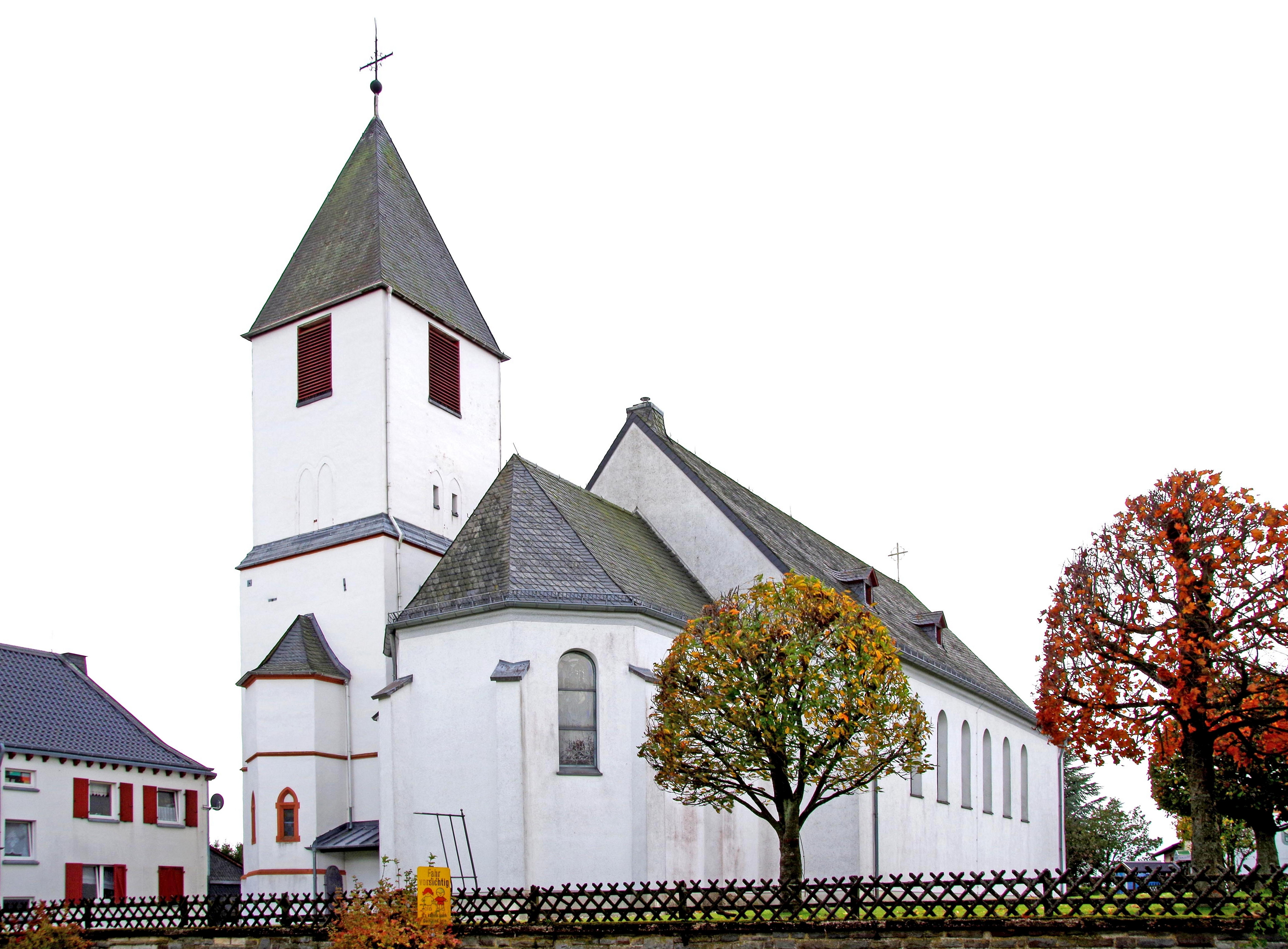
St. Bernhard in Hollerath

St. Bernhard ist die römisch-katholische Pfarrkirche des Hellenthaler Ortsteils Hollerath im Kreis Euskirchen in Nordrhein-Westfalen.
Die Kirche ist dem hl. Bernhard von Clairvaux geweiht. Zur Pfarre zählt die Filiale Ramscheid mit der Kapelle St. Gangolf.

## Lage
Das Kirchengebäude befindet sich in der Dorfmitte von Hollerath an der Ecke Kirchstraße / Prethtalstraße.

## Allgemeines
Hollerath war immer eine Filiale der Pfarre Reifferscheid. Seit wann genau es in Hollerath ein Kirchengebäude gibt, ist nicht bekannt. Jedoch wurde im 15. oder 16. Jahrhundert eine Kirche errichtet. Im Jahr 1682 errichteten die Einwohner Holleraths eine Stiftung für den Unterhalt eines eigenen Seelsorgers, was auch vom Reifferscheider Pfarrer anerkannt worden ist. 1695 wurde die Hollerather Kapelle zur Filialkirche erhoben, wodurch die Gemeinde eine gewisse Selbstständigkeit erhielt. So durfte seitdem in Hollerath getauft werden, was vorher nur in Reifferscheid möglich war. Das Sakrament der Ehe wurde jedoch nach wie vor nur in Reifferscheid gespendet.
Durch die Pfarrumschreibungen während der französischen Besetzung des Rheinlandes wurde Hollerath endgültig von der Mutterpfarre Reifferscheid abgetrennt und zur eigenständigen Pfarrei erhoben. Zugleich kam die neue Pfarrgemeinde an das Bistum Trier. Erst 1821 kam die Pfarre wieder an das wiedererrichteten Erzbistum Köln zurück. Seit 1930 gehört die Pfarrgemeinde zum Bistum Aachen.

## Baugeschichte
Wann eine erste Kapelle in Hollerath errichtet wurde, ist nicht bekannt. Im 15. oder 16. Jahrhundert wurde ein neues Gotteshaus in Formen der Spätgotik erbaut von dem heute noch der Chor erhalten ist. Diese Kirche wurde im 18. Jahrhundert umgebaut. Dabei riss man das Kirchenschiff ab und erbaute ein neues dreijochiges Langhaus. Der Chor und der Glockenturm blieben dabei erhalten. Zwischen 1855 und 1856 wurde die Pfarrkirche renoviert. Im Jahr 1911 legte der Kölner Architekt Heinrich Forthmann Pläne für einen neuen Glockenturm vor, die allerdings nicht umgesetzt wurden. Erst zwischen 1920 und 1924 wurde der gotische Glockenturm, der dem Langhaus im Westen vorgebaut war, abgerissen. An dieser Stelle wurde nun das Langhaus um zwei Joche auf insgesamt fünf Joche verlängert. Der neue Glockenturm wurde an der Südwand des Chores angebaut. Die Pläne zu den Umbaumaßnahmen schuf der Hellenthaler Architekt Josef Heinen.
In Folge des Zweiten Weltkriegs wurde die Hollerather Pfarrkirche 1944 und 1945 bis auf die Umfassungsmauern zerstört. Der Wiederaufbau erfolgte zwischen 1948 und 1950 nach Plänen von Norbert Hieronymi aus Olef. Dabei wurden die Reste des Glockenturms und des spätgotischen Chors in den Neubau mit einbezogen. Das Langhaus wurde komplett neu erbaut. Am 20. August 1954 fand schließlich die Weihe der neuen Pfarrkirche statt.

## Baubeschreibung
St. Bernhard ist eine einschiffige geostete Saalkirche aus verputztem Bruchstein mit einem einjochigen und dreiseitig geschlossenen Chor, an dessen Südseite der dreigeschossige Glockenturm angebaut ist. Das Langhaus wird von einem leicht geneigten Tonnengewölbe überspannt. Das Langhaus ist ein moderner Bau aus Ende der 1940er Jahre mit je sechs Rundbogenfenstern an Nord- und Südseite. Der Chor stammt im Kern noch aus spätgotischer Zeit, wurde jedoch im Zusammenhang mit dem Wiederaufbau der Kirche umgestaltet. Der Glockenturm stammt in seinen Untergeschossen aus den Jahren 1920–1924, das Obergeschoss wurde ebenfalls Ende der 1940er Jahre erbaut und mit einem vierseitigen geschieferten Turmhelm versehen.

## Ausstattung
Von der Ausstattung sind der Taufstein aus der Zeit um 1500 zu erwähnen, der Tabernakel des Künstlers Ludwig Mohnen aus dem Jahr 1956 sowie eine Figur der Heiligen Sippe mit Darstellungen der hl. Maria, dem Jesukind, der hl. Mutter Anna, des hl. Josef und des hl. Joachim vermutlich aus dem 15. Jahrhundert. Die Buntglasfenster sind Werke von Mario Machado aus dem Jahr 1990. Die zwölf Fenster im Kirchenschiff stellen die Zwölf Apostel dar. Die Fenster im Chor stellen Maria mit dem Kind und den hl. Johannes den Täufer dar. Die Orgel ist ein Werk der Orgelbaufirma Heinz Wilbrand, Übach-Palenberg aus dem Jahr 1975. Das Werk besitzt 8 Register.

St. Bernhard (Hollerath)
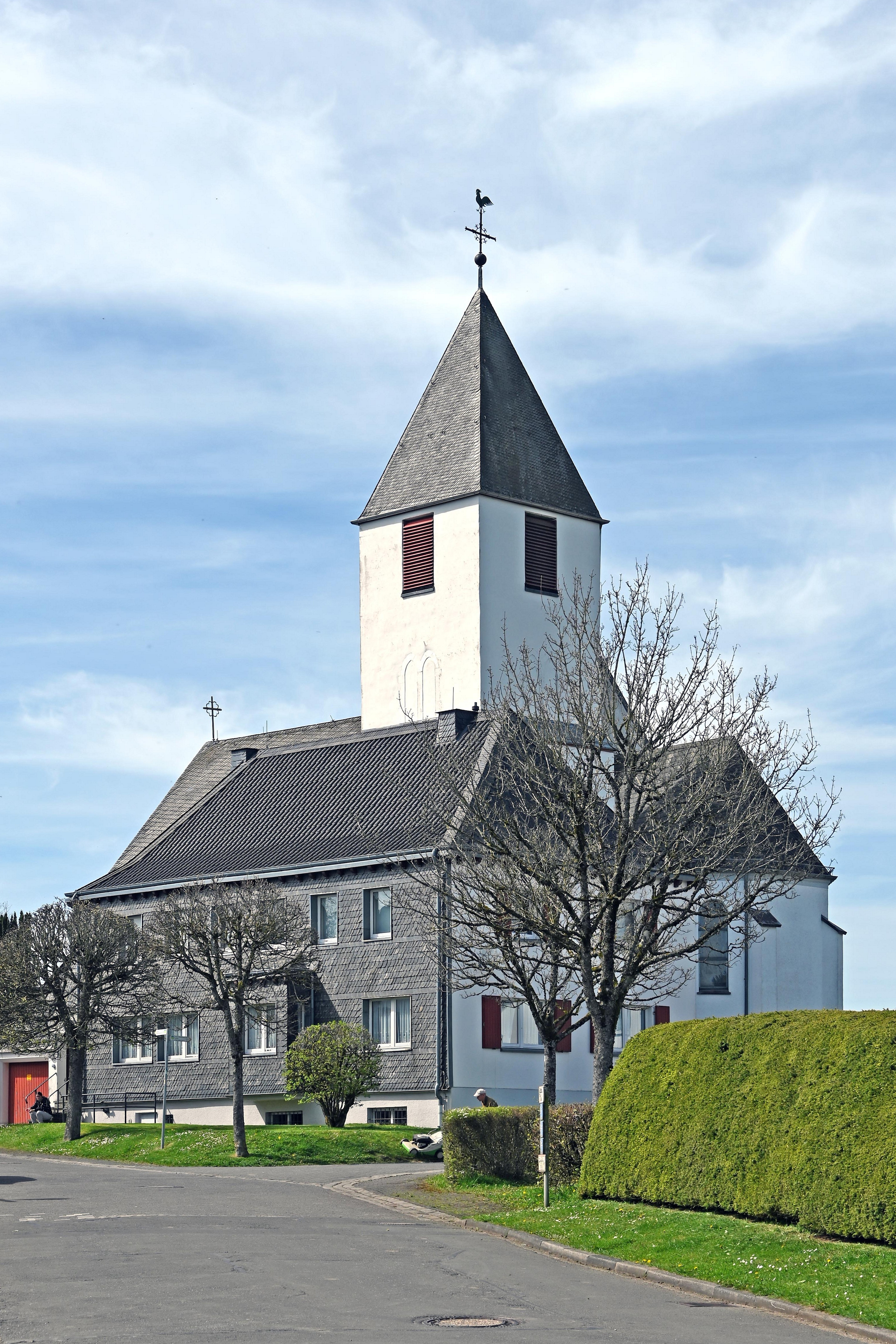
Südostansicht
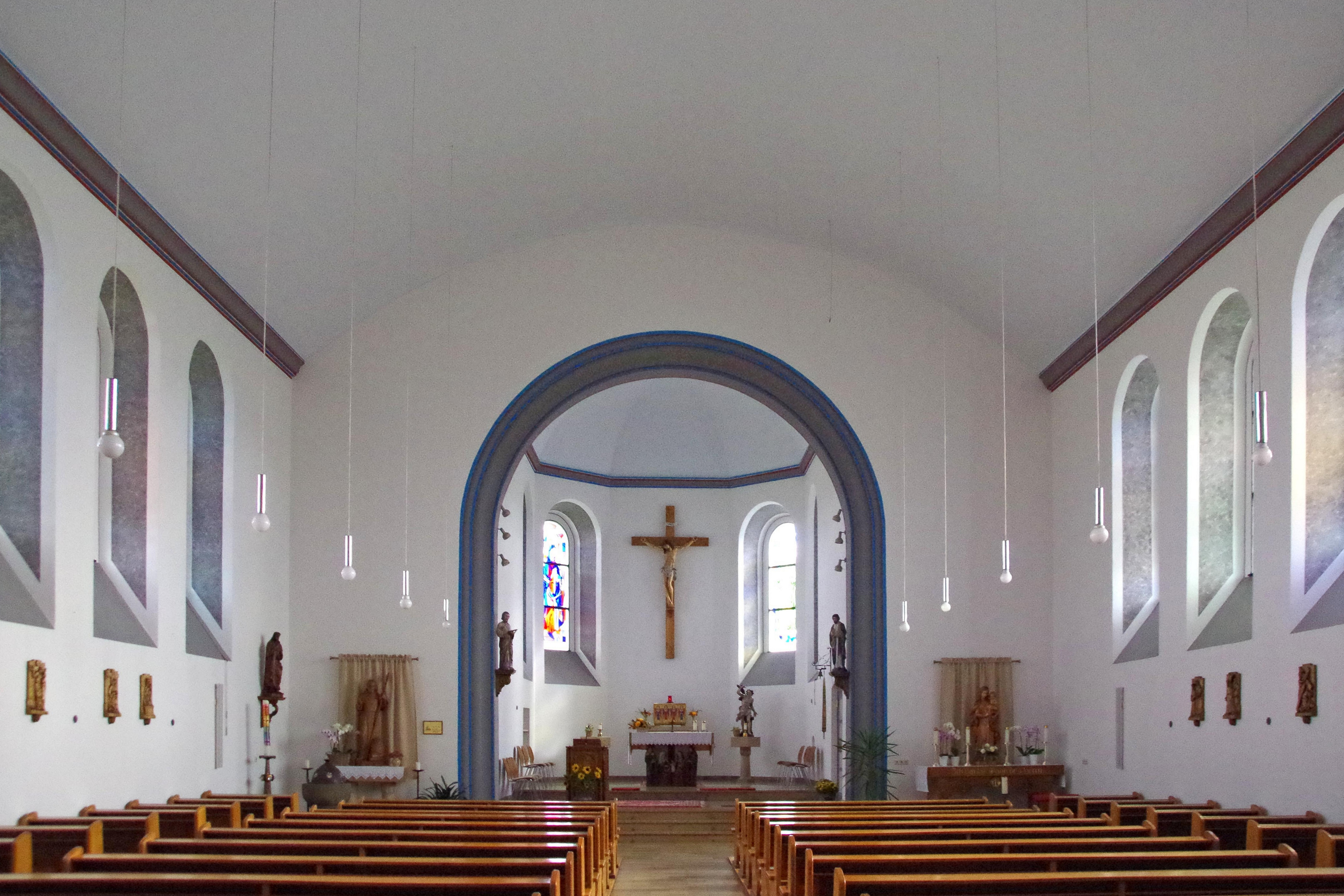
Innenraum nach Osten
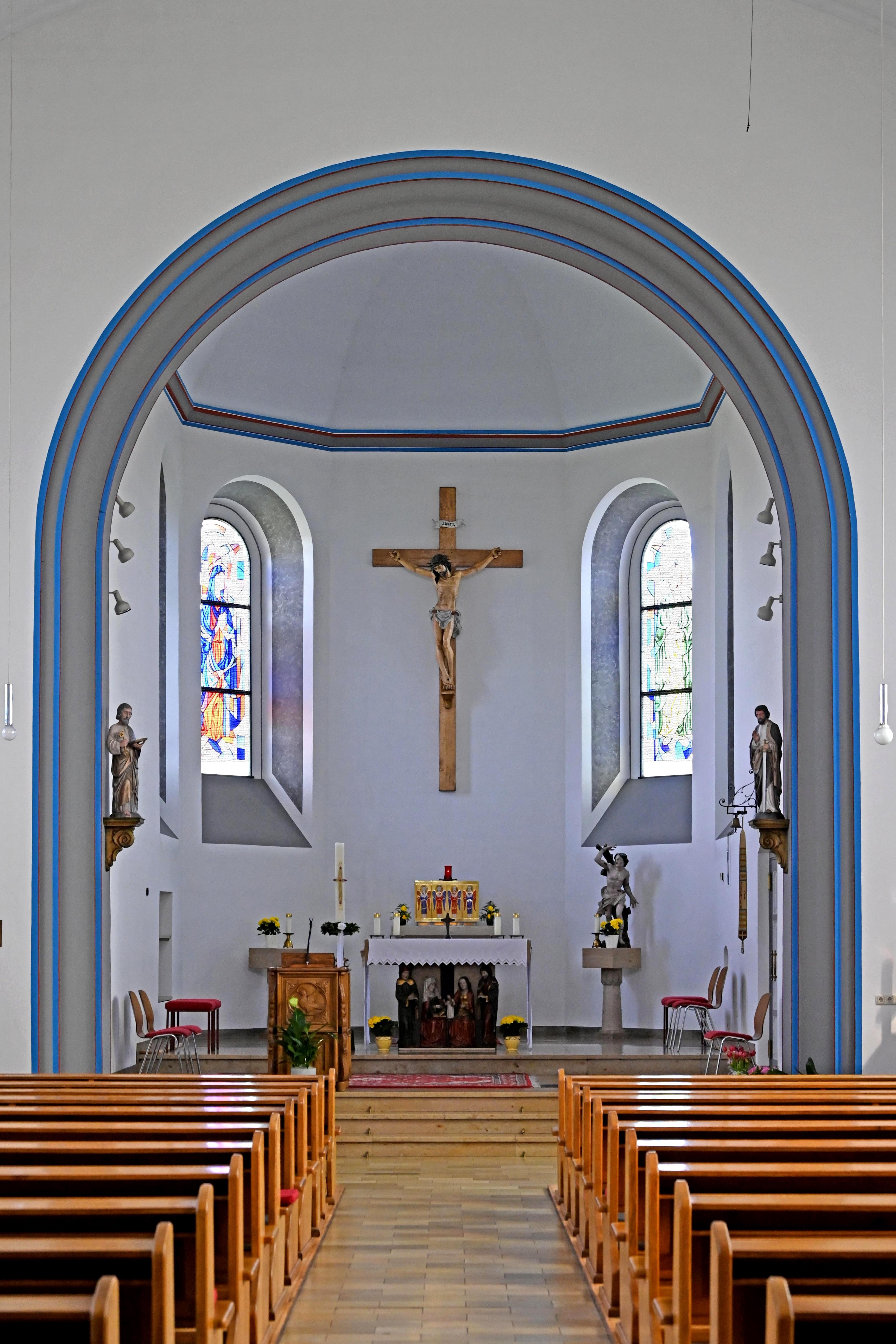
Chor
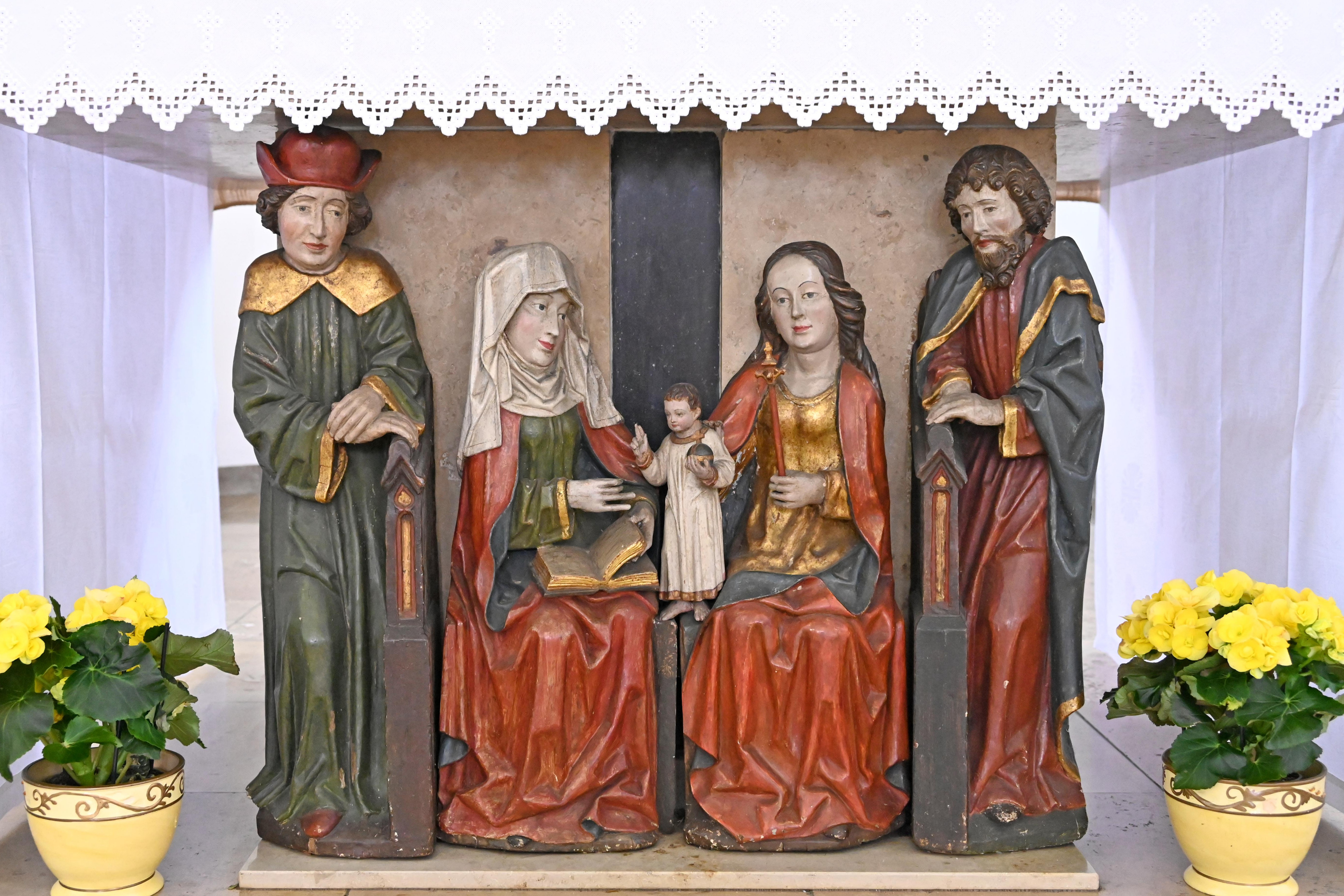
Heilige Sippe (15. Jh.)
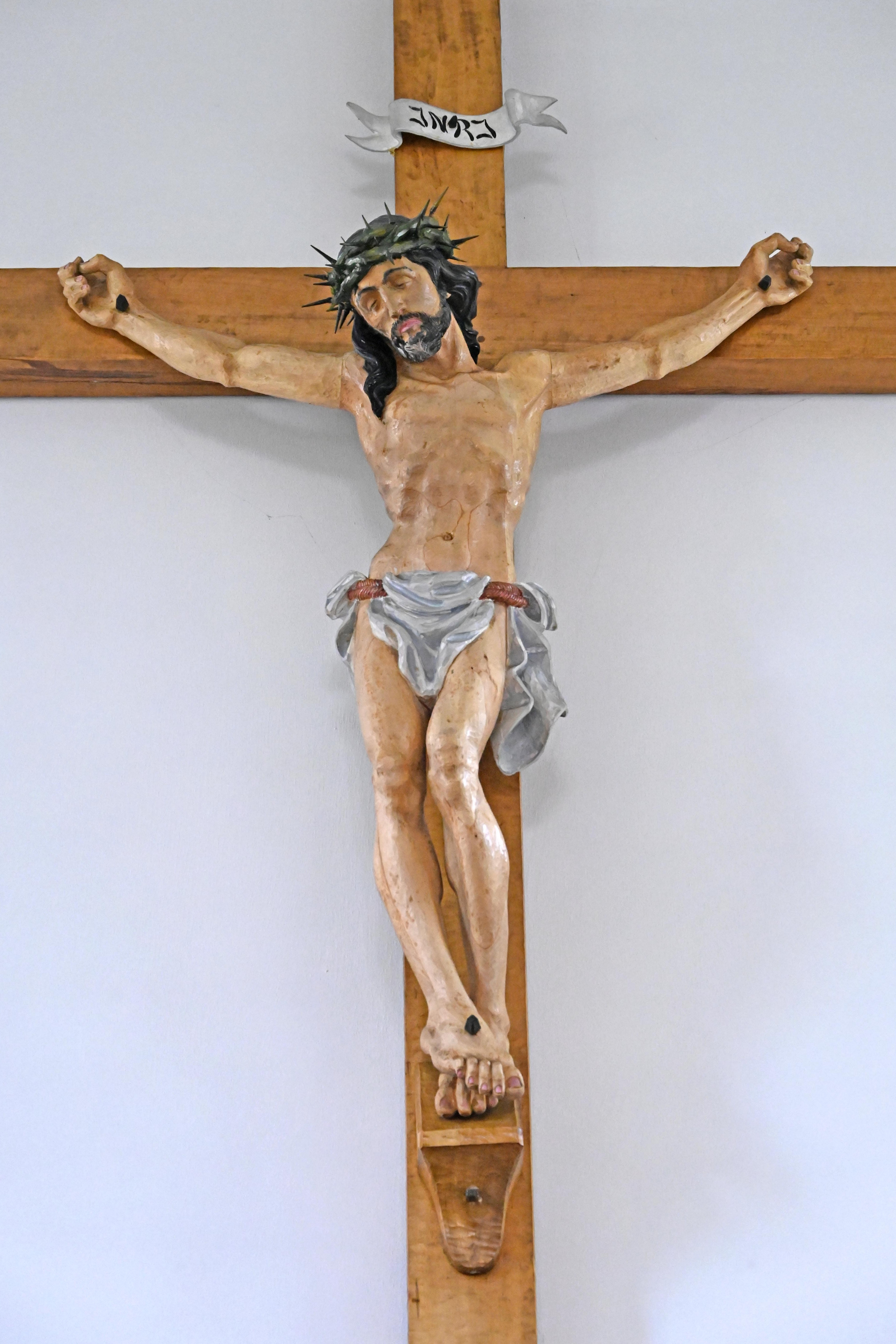
Kruzifix
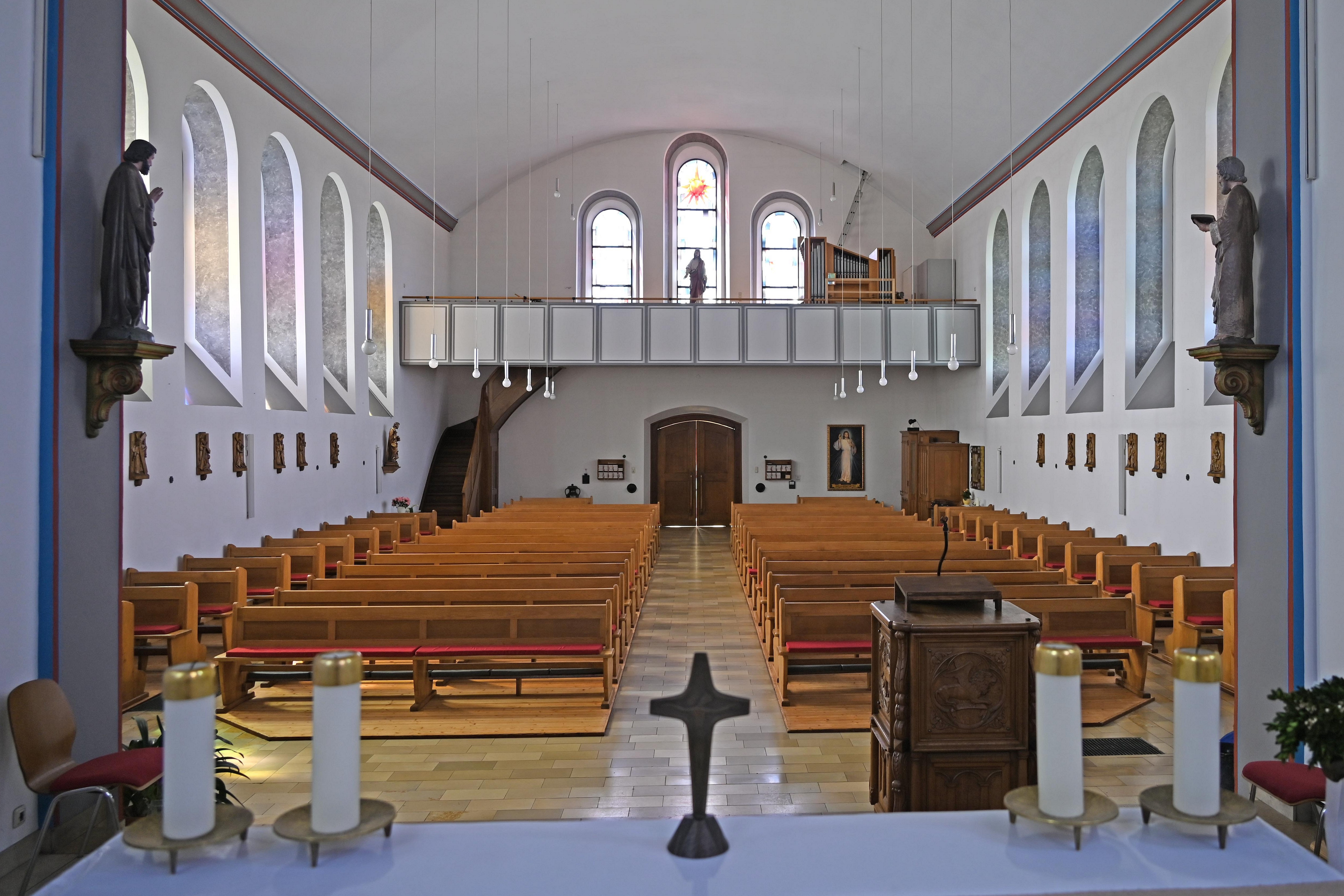
Innenraum nach Westen
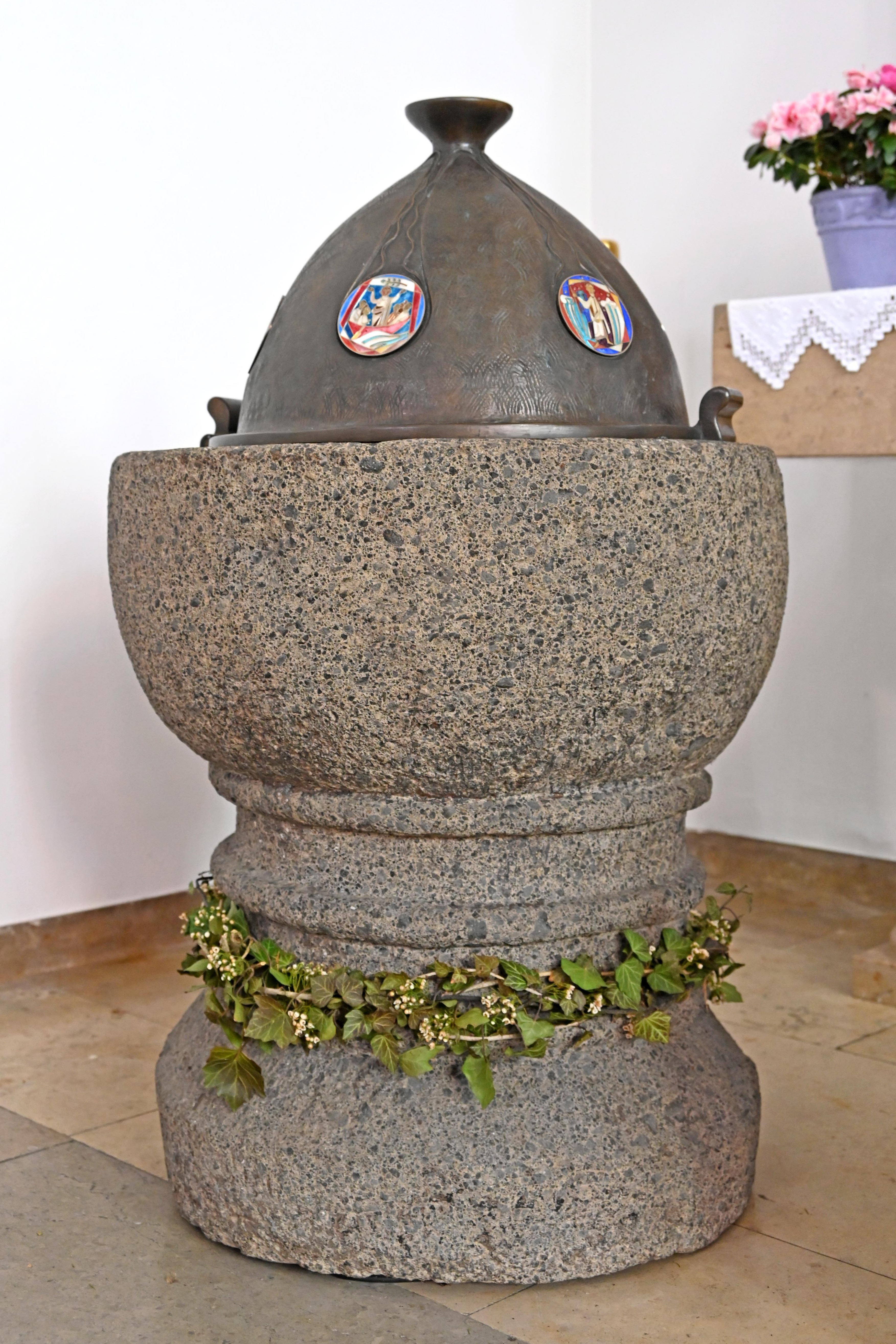
Taufstein

## Glocken
Im Glockenturm befinden sich drei Kirchenglocken von zwei verschiedenen Gießern.
| Glocke | Schlagton (HT-1⁄16) | Gießer                         | Gussjahr | Material      |
| ------ | ------------------- | ------------------------------ | -------- | ------------- |
| 1      | g′                  | Albert Junker, Brilon          | 1953     | Bronze        |
| 2      | b′                  | Schilling & Lattermann, Apolda | 1927     | Eisenhartguss |
| 3      | c″                  | Schilling & Lattermann, Apolda | 1927     | Eisenhartguss |

## Pfarrer
Folgende Pfarrer wirkten bislang an St. Bernhard als Seelsorger:
| von – bis | Name                |
| --------- | ------------------- |
| 1929–1939 | August Scherkenbach |
| 1939–1946 | Theo Wallraff       |
| 1946–1968 | Karl Frings         |
| 1968–1978 | Friedrich Hack      |
| 1979–1984 | Erich Frigge        |
| 1984–1993 | Winfried Reidt      |
| 1993–2009 | Lothar Tillmann     |
| 2009–2023 | Philipp Cuck        |
| Seit 2023 | Thomas Schlütter    |